# Ньюман, Пол
Пол Ле́онард Нью́ман (англ. Paul Leonard Newman; 26 января 1925 — 26 сентября 2008) — американский актёр, кинорежиссёр, продюсер, которого называют одним из столпов Голливуда.
Десять раз выдвигался на премию «Оскар», из них восемь — в номинации за лучшую мужскую роль. Бизнесмен и общественный деятель, собрал и пожертвовал более 250 миллионов долларов на образование и благотворительность как владелец-основатель крупной продовольственной фирмы Newman’s Own. Известен также как спортсмен-автогонщик, выигравший гонку «24 часа Ле-Мана» 1979 года в классе IMSA (и ставший 2-м в общем зачёте) и несколько национальных чемпионатов США по автогонкам как водитель, а также как глава и владелец лучшей команды в чемпионатах Champ Car.

## Биография

### 1925—1958
Пол Ньюман родился в Кливленде, Огайо. Отец Артур Самуил Ньюман (Нойман) — еврей, мать Терезия Фецкова — словачка из села Птичье (ныне Район Гуменне, Словакия). Служил на флоте, после войны унаследовал от отца магазинчик спортивных товаров. Распродав имущество, поступил в 1947 году в Школу актёрского мастерства Йельского университета. Свои первые роли получил в телесериалах (c 1952 по 1958) и на Бродвее.

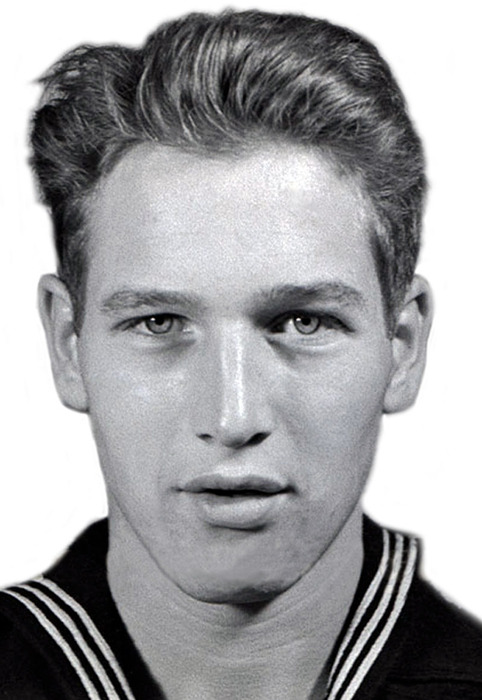
Ньюман во время службы на флоте, середина 1940-х годов

Первая крупная кинороль Ньюмана — в историческом фильме «Серебряная чаша» (1954) — была встречена критиками в штыки, а сам актёр впоследствии назвал этот фильм худшим из всех, снятых в пятидесятые годы. Признание пришло в 1956 году, когда он исполнил роль боксёра Рокки Грациано в фильме «Кто-то там наверху любит меня». Многие сравнивали молодого актёра с безвременно погибшим Джеймсом Дином.
Съёмки следующей картины с участием Ньюмана — «Долгое жаркое лето» — сопровождались романом с актрисой Джоан Вудворд, незадолго до этого удостоившейся «Оскара» за лучшую женскую роль. Они поженились и с тех пор много снимались вдвоём. Между тем игра Ньюмана в «Долгом жарком лете» была отмечена призом Каннского кинофестиваля.

### 1958—1967
В 1958 году на экраны Америки выходит «Кошка на раскаленной крыше», экранизация пьесы Теннесси Уильямса. За этот фильм актёр и его партнерша — неотразимая Элизабет Тейлор — были выдвинуты на «Оскар». Хотя Ньюман и не получил премии, ему удалось закрепить свой успех у публики, сыграв в фильмах «С террасы» и «Исход». Многие критики отмечали, как удачно подбирал он свои роли. Большим успехом пользовались и следующие работы Ньюмана — в криминальной драме «Мошенник» и вестерне «Хад», за который он вновь был номинирован на «Оскар».
В 1960-е годы Ньюман использовал свой звёздный статус для ведения агитации за программу Демократической партии, направленную на смягчение расовых противоречий в Америке, и в результате попал в скандально известный список двадцати личных врагов президента Никсона. В это время он снимался несколько реже, посвящая свободное время увлечению автогонками. В 1962 году он снова снялся в экранизации пьесы Теннесси Уильямса («Сладкоголосая птица юности»), а в 1966 году с успехом сыграл у Альфреда Хичкока в «Разорванном занавесе». Тогда же поставил для своей жены фильм «Рэйчел, Рэйчел», который принес в его копилку награду «Золотой глобус» за режиссуру.

### 1967—2008 годы
Сыграв в боевике «Хладнокровный Люк» (1967), Ньюман заработал четвертую номинацию на «Оскар». Два года спустя он снялся вместе с Робертом Редфордом в самом кассовом вестерне в истории кино — «Бутч Кэссиди и Санденс Кид». Через четыре года он и Редфорд вновь объединили усилия, на этот раз на съемках фильма «Афера», который при вручении «Оскаров» сочли лучшим фильмом года. Тогда же актёр основал вместе с Барброй Стрейзанд особую студию, которая была призвана отстаивать интересы актёров против произвола продюсеров и киностудий.
В течение последующих двух десятилетий Ньюман продолжал неутомимо работать. Середина 1970-х ознаменовалась для него сотрудничеством с режиссёром Джоном Хьюстоном. После того как наркотики унесли жизнь его сына, Ньюман стал активно заниматься благотворительностью, потратив на эти цели более 200 миллионов долларов. В 1987 году с седьмой попытки выиграл «Оскар» за лучшую мужскую роль (в фильме Мартина Скорсезе «Цвет денег»). За год до этого Американская академия киноискусства уже вручила ему почётную награду за выдающиеся кинодостижения.
Планировалось, что Ньюман дебютирует в качестве профессионального режиссера в 2008 году в постановке Джона Стейнбека «Мыши и люди» в театре Westport Country Playhouse, но 23 мая 2008 года он ушёл в отставку, сославшись на проблемы со здоровьем.
В июне 2008 года в прессе широко сообщалось, что у него был диагностирован рак лёгких и он проходил лечение от этого заболевания в Мемориальном онкологическом центре Слоана Кеттеринга в Нью-Йорке. А. Э. Хотчнер, который в 1980-х годах сотрудничал с Ньюманом, рассказал Associated Press в интервью в середине 2008 года, что Ньюман рассказал ему о том, что был поражен этой болезнью примерно 18 месяцами ранее. Представитель Ньюмана сообщил прессе, что у звезды «все хорошо», но не подтвердил и не опроверг, что у него рак. Актер был заядлым курильщиком, пока не бросил курить в 1986 году.
26 сентября 2008 года Пол Ньюман скончался в своём доме в Уэстпорте, штат Коннектикут, в возрасте 83 лет. Он был кремирован после частной панихиды.

## Личная жизнь

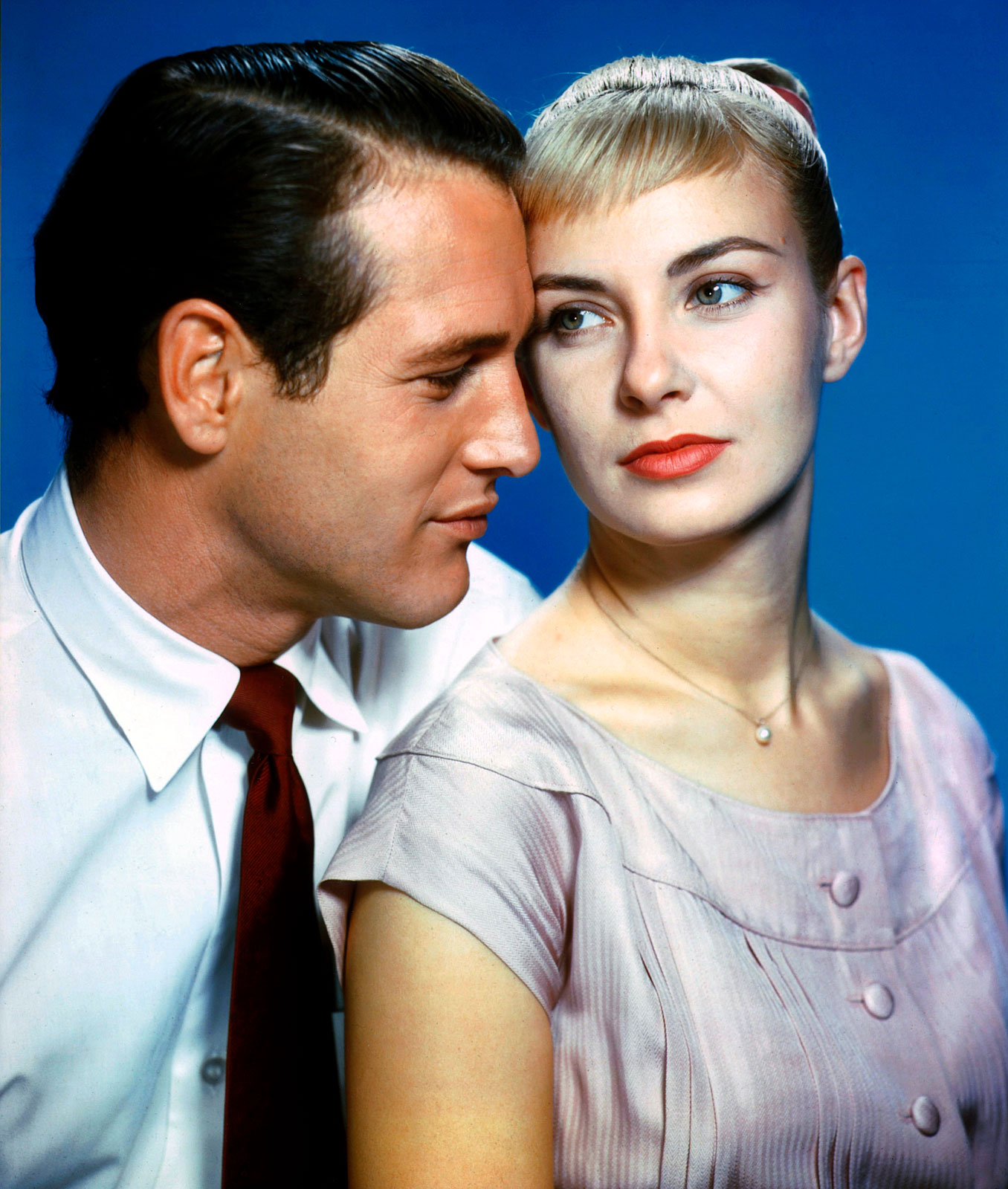
Ньюман с супругой Джоан Вудворд на съёмках фильма «Долгое жаркое лето», 1958 год

Ньюман был женат дважды. Его первой женой была Джеки Витте с 1949 по 1958 год. У них был сын Скотт (1950—1978) и две дочери Сьюзан (1953 г.р.) и Стефани Кендалл (1954 г.р.). Скотт, который снялся в таких фильмах, как «Ад в поднебесье» (1974), «Перевал Брейкхарт» (1975) и «Братский ряд» (1977), умер в ноябре 1978 года от передозировки наркотиков. Ньюман основал Центр профилактики наркомании Скотта Ньюмана в память о своем сыне. Сьюзан — режиссер-документалист и филантроп.
В 1953 году Ньюман познакомился с актрисой Джоанной Вудворд. Вскоре после съемок фильма «Долгое жаркое лето» в 1957 году он развелся с Витте и женился на Вудворд. Они оставались женаты в течение 50 лет, вплоть до его смерти в 2008 году. У них три дочери: Элинор Тереза (р. 1959), Мелисса Стюарт (р. 1961) и Клэр Оливия (р. 1965). Ньюман был хорошо известен своей преданностью жене и семье. Когда однажды его спросили о его верности, он, как известно, съязвил: Зачем выходить за гамбургером, когда у тебя дома есть стейк? Он признался, что однажды ушел от Вудворд после драки, обошел дом снаружи, постучал во входную дверь и объяснил ей, что ему некуда идти.
Кинокритик Шон Леви в своей биографии Paul Newman: A Life (2009) утверждал, что в конце 1960-х у Ньюмана был роман с разведённой Нэнси Бэкон, голливудской журналисткой, который длился полтора года.

## Автогонки
Ньюман также известен как большой поклонник автоспорта — гонщик и владелец команд. Впервые он заинтересовался этим видом спорта во время съемок кинофильма «Победители» в 1969 году.
В первый раз Ньюман принял участие в профессиональной гонке в 1972 году. В 1979 году он участвовал в знаменитой 24-часовой гонке в Ле-Мане, финишировав вторым на автомобиле Porsche 935/77A с отставанием в 8 кругов от чемпионов. Вместе с Полом выступали Рольф Штоммелен и Дик Барбур.
В 1983 году вместе с Карлом Хаасом он основал команду «Ньюман/Хаас Рейсинг», которая успешно выступала в Champ Car и IndyCar Series, её пилоты одержали более 100 побед в гонках и выиграли 8 чемпионатов. Команда прекратила своё существование в 2011 году, уже после смерти Ньюмана.
В 1995 году 70-летний Ньюман принял участие в 24-часовой гонке в Дейтоне, став при этом старейшим гонщиком, чья команда выиграла официальную гонку.
Гоночная карьера Пола Ньюмена была запечатлена в документальном фильме «Победа: гоночная жизнь Пола Ньюмана» 2015 года.

## Фильмография

### Актёр
| Год  |    | Русское название                                 | Оригинальное название                                          | Роль                               |
| ---- | -- | ------------------------------------------------ | -------------------------------------------------------------- | ---------------------------------- |
| 1956 | ф  | Кто-то там наверху любит меня                    | Somebody Up There Likes Me                                     | Рокки Грациано                     |
| 1958 | ф  | Долгое жаркое лето                               | The Long, Hot Summer                                           | Бен Куик                           |
| 1958 | ф  | Пистолет в левой руке                            | The Left Handed Gun                                            | Билли Кид                          |
| 1958 | ф  | Кошка на раскалённой крыше                       | Cat on a Hot Tin Roof                                          | Брик Поллитт                       |
| 1959 | ф  | Молодые филадельфийцы                            | The Young Philadelphians                                       | Тони Лоуренс                       |
| 1960 | ф  | Исход                                            | Exodus                                                         | Ари Бен Канаан                     |
| 1961 | ф  | Мошенник                                         | The Hustler                                                    | Эдди Фелсон                        |
| 1961 | ф  | Парижский блюз                                   | Paris Blues                                                    | Рэм Боуэн                          |
| 1962 | ф  | Сладкоголосая птица юности                       | Sweet Bird of Youth                                            | Ченс Уэйн                          |
| 1963 | ф  | Хад                                              | Hud                                                            | Хад Бэннон                         |
| 1963 | ф  | Нобелевская премия                               | The Prize                                                      | Эндрю Крэйг                        |
| 1963 | ф  | Новый вид любви                                  | A new kind of love                                             | Стив Шерман                        |
| 1964 | ф  | Так держать!                                     | What a way to go!                                              | Ларри Флинт                        |
| 1965 | ф  | Леди Л.                                          | Lady L                                                         | Арман Дени                         |
| 1966 | ф  | Харпер                                           | Harper                                                         | Лью Харпер                         |
| 1966 | ф  | Разорванный занавес                              | Torn Curtain                                                   | профессор Майкл Армстронг          |
| 1967 | ф  | Омбрэ                                            | Hombre                                                         | Джон Рассел                        |
| 1967 | ф  | Хладнокровный Люк                                | Cool Hand Luke                                                 | Люк Джексон                        |
| 1968 | ф  | Тайная война Гарри Фригга                        | The Secret War of Harry Frigg                                  | рядовой Гарри Фригг                |
| 1969 | ф  | Победители                                       | Winning                                                        | Фрэнк Капуа                        |
| 1969 | ф  | Бутч Кэссиди и Санденс Кид                       | Butch Cassidy and the Sundance Kid                             | Бутч Кэссиди                       |
| 1971 | ф  | Порою блажь великая                              | Sometimes a Great Notion                                       | Хэнк Стэмпер                       |
| 1972 | ф  | Карманные деньги                                 | Pocket Money                                                   | Джим Кейн                          |
| 1972 | ф  | Жизнь и времена судьи Роя Бина                   | The Life and Times of Judge Roy Bean                           | судья Рой Бин                      |
| 1973 | ф  | Человек-макинтош                                 | The Mackintosh Man                                             | Джозеф Рирден                      |
| 1973 | ф  | Афера                                            | The Sting                                                      | Генри Гондорфф                     |
| 1974 | ф  | Ад в поднебесье                                  | The Towering Inferno                                           | Даг Робертс                        |
| 1975 | ф  | Подмокшее дело                                   | The Drowning Pool                                              | Лью Харпер                         |
| 1976 | ф  | Баффало Билл и индейцы или История Сидящего Быка | Buffalo Bill and the Indians, or Sitting Bull’s History Lesson | Сидящий Бык                        |
| 1976 | ф  | Немое кино                                       | Silent Movie                                                   | играет самого себя                 |
| 1977 | ф  | Удар по воротам                                  | Slap Shot                                                      | Реджи Данлопп                      |
| 1979 | ф  | Квинтет                                          | Quintet                                                        | Эссекс                             |
| 1980 | ф  | Когда время уходит                               | When Time Ran Out…                                             | Хэнк Андерсон                      |
| 1981 | ф  | Форт Апач, Бронкс                                | Fort Apache the Bronx                                          | Мерфи                              |
| 1981 | ф  | Без злого умысла                                 | Absence of Malice                                              | Майкл Колин Галлахер               |
| 1982 | ф  | Вердикт                                          | The Verdict                                                    | Фрэнк Гэлвин                       |
| 1984 | ф  | Гарри и сын                                      | Harry & Son                                                    | Гарри Кич                          |
| 1986 | ф  | Цвет денег                                       | The Color of Money                                             | Эдди Фелсон                        |
| 1989 | ф  | Толстяк и Малыш                                  | Fat Man and Little Boy                                         | генерал Лесли Гровс                |
| 1989 | ф  | Блэйз                                            | Blaze                                                          | губернатор Луизианы Эрл Лонг       |
| 1990 | ф  | Мистер и миссис Бридж                            | Mr. and Mrs. Bridge                                            | Уолтер Бридж                       |
| 1994 | ф  | Подручный Хадсакера                              | The Hudsucker Proxy                                            | Сидни Дж. Массбергер               |
| 1994 | ф  | Без дураков                                      | Nobody’s Fool                                                  | Дональд Дж. «Салли» Салливан       |
| 1998 | ф  | Сумерки                                          | Twilight                                                       | Гарри Росс                         |
| 1999 | ф  | Послание в бутылке                               | Message in a Bottle                                            | Додж Блейк                         |
| 2000 | ф  | Там, где деньги                                  | Where the Money Is                                             | Хенри Мэннинг                      |
| 2002 | ф  | Проклятый путь                                   | Road to Perdition                                              | Джон Руни                          |
| 2005 | ф  | Эмпайр Фоллз                                     | Empire Falls                                                   | Макс Роби                          |
| 2006 | мф | Тачки                                            | Cars                                                           | Док Хадсон, озвучка                |
| 2006 | мф | Мэтр и Призрачный Свет                           | Mater and the Ghostlight                                       | Док Хадсон, озвучка                |
| 2017 | мф | Тачки 3                                          | Cars 3                                                         | Док Хадсон, озвучка (через архивы) |

### Режиссёр
- 1968 — «Рейчел, Рейчел» / Rachel, Rachel
- 1970 — Sometimes a Great Notion
- 1972 — «Влияние гамма-лучей на поведение маргариток» / The Effect of Gamma Rays on Man-in-the-Moon Marigolds
- 1984 — «Гарри и сын» / Harry & Son
- 1987 — «Стеклянный зверинец» / The Glass Menagerie

## Награды и номинации
| Награда                        | Год  | Категория                                                                    | Название работы               | Результат |
| ------------------------------ | ---- | ---------------------------------------------------------------------------- | ----------------------------- | --------- |
| Оскар                          | 1959 | Лучшая мужская роль                                                          | Кошка на раскалённой крыше    | Номинация |
| Оскар                          | 1962 | Лучшая мужская роль                                                          | Мошенник                      | Номинация |
| Оскар                          | 1964 | Лучшая мужская роль                                                          | Хад                           | Номинация |
| Оскар                          | 1968 | Лучшая мужская роль                                                          | Хладнокровный Люк             | Номинация |
| Оскар                          | 1982 | Лучшая мужская роль                                                          | Без злого умысла              | Номинация |
| Оскар                          | 1983 | Лучшая мужская роль                                                          | Вердикт                       | Номинация |
| Оскар                          | 1986 | За выдающиеся заслуги в кинематографе                                        | н/д                           | Победа    |
| Оскар                          | 1987 | Лучшая мужская роль                                                          | Цвет денег                    | Победа    |
| Оскар                          | 1994 | Награда имени Джина Хершолта                                                 | н/д                           | Победа    |
| Оскар                          | 1995 | Лучшая мужская роль                                                          | Без дураков                   | Номинация |
| Оскар                          | 2003 | Лучшая мужская роль второго плана                                            | Проклятый путь                | Номинация |
| Золотой глобус                 | 1957 | Лучший дебют актёра                                                          | Серебряная чаша               | Победа    |
| Золотой глобус                 | 1962 | Лучшая мужская роль в драматическом фильме                                   | Мошенник                      | Номинация |
| Золотой глобус                 | 1963 | Лучшая мужская роль в драматическом фильме                                   | Сладкоголосая птица юности    | Номинация |
| Золотой глобус                 | 1963 | Лучшая мужская роль второго плана в кинофильме                               | Приключения молодого человека | Номинация |
| Золотой глобус                 | 1964 | Лучшая мужская роль в драматическом фильме                                   | Хад                           | Номинация |
| Золотой глобус                 | 1964 | Премия Генриетты                                                             | н/д                           | Победа    |
| Золотой глобус                 | 1966 | Премия Генриетты                                                             | н/д                           | Победа    |
| Золотой глобус                 | 1968 | Лучшая мужская роль в драматическом фильме                                   | Хладнокровный Люк             | Номинация |
| Золотой глобус                 | 1969 | Лучшая режиссёрская работа                                                   | Рейчел, Рейчел                | Победа    |
| Золотой глобус                 | 1983 | Лучшая мужская роль в драматическом фильме                                   | Вердикт                       | Номинация |
| Золотой глобус                 | 1984 | Премия Сесиля Б. Де Милля                                                    | н/д                           | Победа    |
| Золотой глобус                 | 1987 | Лучшая мужская роль в драматическом фильме                                   | Цвет денег                    | Номинация |
| Золотой глобус                 | 1995 | Лучшая мужская роль в драматическом фильме                                   | Без дураков                   | Номинация |
| Золотой глобус                 | 2003 | Лучшая мужская роль второго плана в кинофильме                               | Проклятый путь                | Номинация |
| Золотой глобус                 | 2006 | Лучшая мужская роль в мини-сериале, телесериале или телефильме               | Эмпайр Фоллз                  | Победа    |
| Эмми                           | 1981 | Лучшая режиссура мини-сериала, фильма или драматической программы            | Застеклённая витрина          | Номинация |
| Эмми                           | 2003 | Лучшая мужская роль в мини-сериале или телефильме                            | Наш город                     | Номинация |
| Эмми                           | 2005 | Лучшая мужская роль второго плана в мини-сериале или телефильме              | Эмпайр Фоллз                  | Победа    |
| BAFTA                          | 1959 | Лучшая мужская роль                                                          | Кошка на раскалённой крыше    | Номинация |
| BAFTA                          | 1962 | Лучшая мужская роль                                                          | Мошенник                      | Победа    |
| BAFTA                          | 1964 | Лучшая мужская роль                                                          | Хад                           | Номинация |
| BAFTA                          | 1971 | Лучшая мужская роль                                                          | Бутч Кэссиди и Санденс Кид    | Номинация |
| BAFTA                          | 2003 | Лучшая мужская роль второго плана                                            | Проклятый путь                | Номинация |
| Каннский кинофестиваль         | 1958 | Приз за лучшую мужскую роль                                                  | Долгое жаркое лето            | Победа    |
| Берлинский кинофестиваль       | 1995 | Премия «Серебряный медведь» за лучшую мужскую роль                           | Без дураков                   | Победа    |
| Премия Гильдии киноактёров США | 1986 | За вклад в кинематограф                                                      | н/д                           | Победа    |
| Премия Гильдии киноактёров США | 1995 | Лучшая мужская роль                                                          | Без дураков                   | Номинация |
| Премия Гильдии киноактёров США | 2004 | Лучшая мужская роль в телефильме или мини-сериале                            | Наш город                     | Номинация |
| Премия Гильдии киноактёров США | 2005 | Лучшая мужская роль в телефильме или мини-сериале                            | Эмпайр Фоллз                  | Победа    |
| Спутник                        | 2002 | Лучшая мужская роль второго плана в кинофильме                               | Проклятый путь                | Номинация |
| Спутник                        | 2005 | Лучшая мужская роль второго плана в мини-сериале, телесериале или телефильме | Эмпайр Фоллз                  | Номинация |

## Наследие
- Документальный фильм HBO Max «Последние кинозвёзды» (2022[20])